# محمدو ندياي
محمدو ندياي (بالفرنسية: Mahamadou N'Diaye)‏ (21 يونيو 1990 داكار السنغال - ) هو لاعب كرة قدم مالي، يلعب كمدافع، شارك في كأس الأمم الأفريقية 2012.

## روابط خارجية
- محمدو ندياي على موقع الاتحاد الأوربي (الإنجليزية)
- محمدو ندياي على موقع قاعدة بيانات كرة القدم.إي يو (الإنجليزية)
- محمدو ندياي على موقع ناشيونال فوتبول تيمز (الإنجليزية)
- محمدو ندياي على موقع Soccerway.com (الإنجليزية)
- محمدو ندياي على موقع AS.com (الإسبانية)